# Giuseppe Pellegrino
Giuseppe Pellegrino (* 10. Juli 1983) war Teilnehmer der sechsten Staffel der deutschen Reality-TV-Show „Big Brother“.

## Leben und Wirken
Pellegrino wurde als Sohn einer italienischen Einwandererfamilie geboren und wuchs in Mössingen auf. Er fing zunächst eine Lehre als Kfz-Mechaniker an, brach diese aber ab und entschied sich für eine Ausbildung zum Industriemechaniker. Unmittelbar nach dem Abschluss seiner Lehre ging er als Kandidat für die sechste Staffel der RTL-II-Fernsehshow „Big Brother“ vom 1. März 2005 bis zum 8. Januar 2006 in das Containerdorf.
Durch das neu eingeführte Prämiensystem der Sendung verdiente sich Pellegrino während des zehnmonatigen Aufenthalts 281.734 Euro. Nach dem Verlassen des Dorfes nahm er, wie schon frühere Teilnehmer der Sendung auch, eine Single auf. Mit der Ballade „Gib mir nur ein bisschen Zeit“ erreichte er im März 2006 die deutschen Charts und trat bei „The Dome“ auf. Sein erstes Album „Herz-Prinzip“ erschien am 13. April 2006, konnte sich aber nicht in den Albumcharts platzieren.
Mit Big Brother-Mitbewohnerin Ginny Pape bekam er zwei Kinder und war 2008 zu Gast in der Sendung. Das Paar ist getrennt.

## Diskografie
Alben
- 2006: Herz-Prinzip

Singles
- 2006: Gib mir nur ein bisschen Zeit